# پارک هیه-جین
پارک هیه-جین (انگلیسی: Park Hye-jin؛ زادهٔ ۲۲ ژوئیهٔ ۱۹۹۰) بازیکن بسکتبال زن اهل کره جنوبی است.
وی در مسابقات کشوری و بین‌المللی در مجموع برندهٔ ۱ مدال نقره شده‌است.